# Château Dubuc
Château Dubuc est le nom donné à une ancienne habitation agricole coloniale située à Tartane (commune de La Trinité), sur la presqu'île de la Caravelle, en Martinique. Grâce au travail des esclaves, cette exploitation produisait du sucre et du café destinés à l'exportation.
L'imposante maison du maître, aujourd'hui en ruines, a été construite en 1725, pour Louis du Buc du Galion, petit-fils de Pierre du Buc, sieur de La Caravelle et du Marigot. L'ensemble des vestiges et des terrains sont protégés au titre des monuments historiques (arrêté de classement en date du 31 mars 1992).

## Historique
Pierre du Buc, écuyer originaire de Normandie, débarque en Martinique en 1657, à la suite d'un duel. Ayant tué un de ses cousins pendant ce combat singulier, il doit s'enfuir et se cacher aux Antilles françaises, sous peine d'être arrêté par les mousquetaires. En récompense de ses expéditions contre les Indiens caraïbes, il reçoit une concession dans la région de La Trinité où il s'installe à partir de 1671 : il y cultive la canne à sucre et le tabac. Dans son autre propriété agricole située au village du Marigot (Martinique), il y cultive le cacao dont il a été le premier producteur français[réf. nécessaire], si bien que la cour de Versailles en a fait des commandes pour ses salons littéraires et encyclopédiques.
Balthazar du Buc, son deuxième fils, s'établit à La Caravelle, sur l'habitation Spoutourne. Il fut un grand commerçant mais aussi esclavagiste.
Son petit-fils Louis du Buc du Galion, né en 1693, mort le 14 avril 1765, fait construire en 1725 la maison de maître de l'habitation La Caravelle, qui devient le « Château Dubuc ».
En 1727, la demeure est endommagée lors du tremblement de terre et du cyclone tropical de décembre de la même année, tandis que Fort-de-France est détruit en grande partie. De nouvelles dégradations surviennent en 1765 et en 1766. « En 1786, la famille Dubuc semble ruinée, le site a été mis sous séquestre et la sucrerie arrêtée en 1793 ».
Le château est familial jusqu’au 4 février 1794, date de son pillage par les Anglais. Plusieurs graffitis dessinés par des gardes nationaux montrent les différents bateaux anglais attaquant la presqu'île de la Caravelle.
Il devient alors pavillon de chasse et les héritières Du Buc de Bellefonds partent pour la France. Une partie des Du Buc habitent alors à Paris, ou en province.
En 1815, la propriété tombe à l’abandon.
En 1974, le SIATNO (communauté des communes) acquiert pour le compte du futur Parc naturel régional les 2,5 hectares de terrain sur lesquels se trouvent les ruines du château, alors aux prises avec les « figuiers maudits ».
Il fait l'objet de travaux de restauration depuis de nombreuses années sous la maîtrise d'œuvre d'Étienne Poncelet, architecte en chef des monuments historiques.

## Description
L'appellation « château » provient de l'élévation de cette construction dont il ne reste que quelques pierres qui délimitent les murs d'une grande maison de maître. Située dans « une simple habitation semblable à beaucoup d'autres sucreries du XVIIIe siècle », la maison est construite selon « un plan classique de grand'case du XVIIIe siècle colonial français, avec un escalier intégré au corps du logis »
Les murs étaient montés avec des pierres et moellons de basalte, et de coraux. La chaux était utilisée sur le site comme l'atteste le four à chaux encore visible parmi les ruines et les joints entre les pierres.
Les habitations réservées aux esclaves ont entièrement disparu aujourd'hui : seuls les bâtiments dédiés à l'exploitation du sucre et du café subsistent.
Une construction attenante à la maison principale a longtemps été considérée comme un cachot pour esclaves, mais les dernières recherches indiquent qu'il pourrait s'agir d'une chambre forte pour stocker des épices, voire une poudrière.

## Monument historique
Est classé en totalité l'ensemble des ruines et des terrains de l'habitation sucrière dite Château-Dubuc situé sur la presqu'île de la Caravelle sur la parcelle no 72 d'une contenance de 2 ha 13 a 90 ca figurant section C au cadastre de la commune.

## Galerie

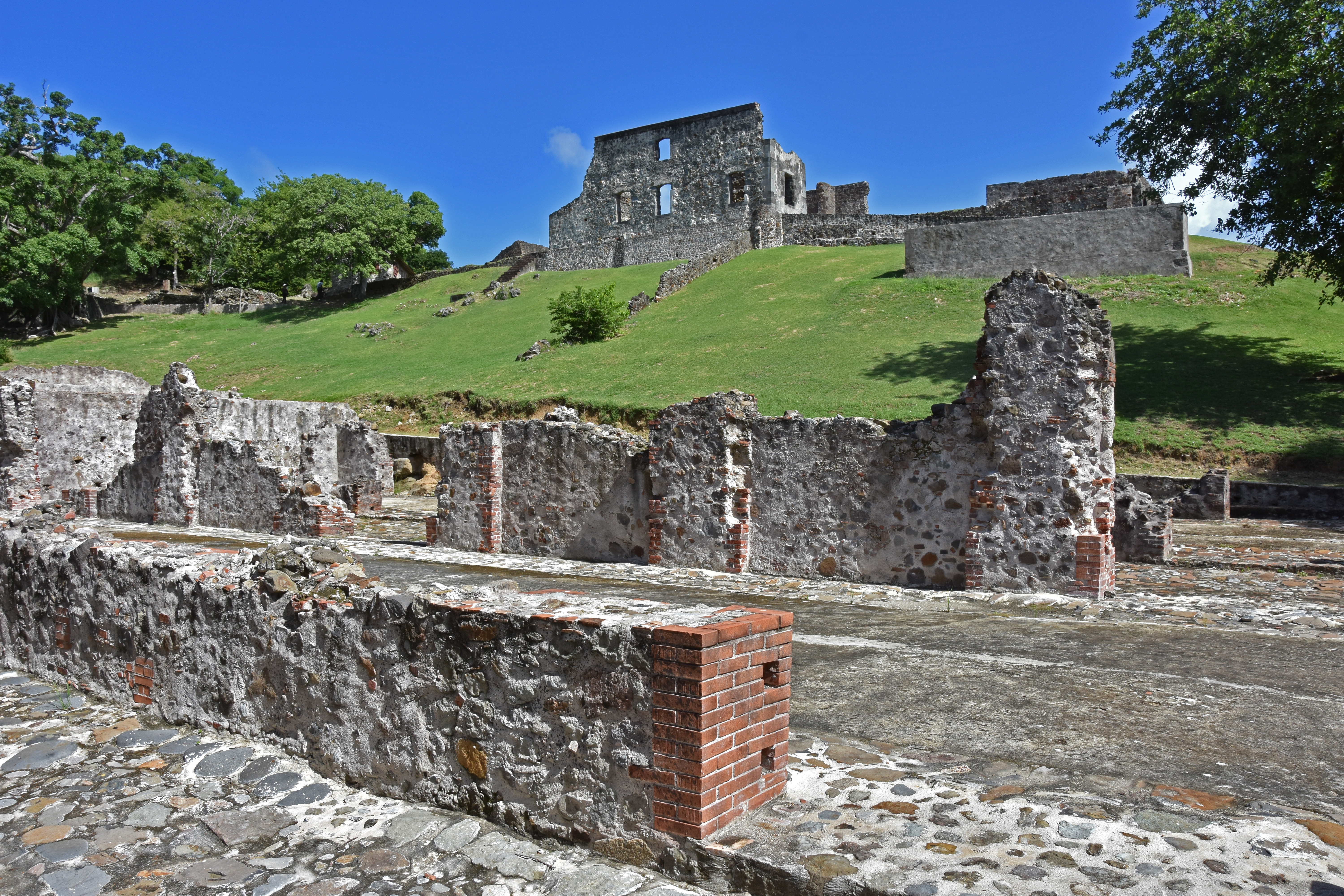
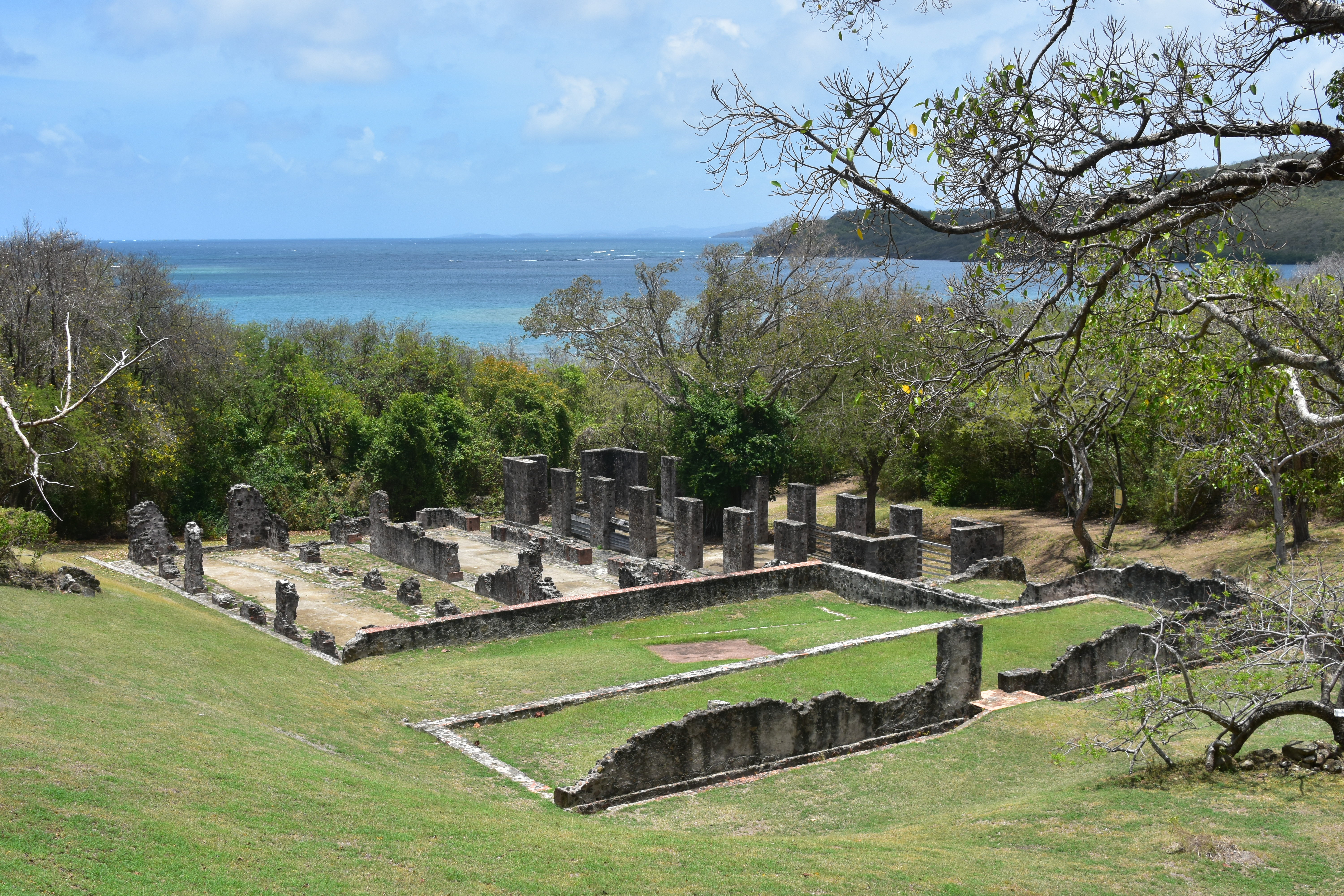
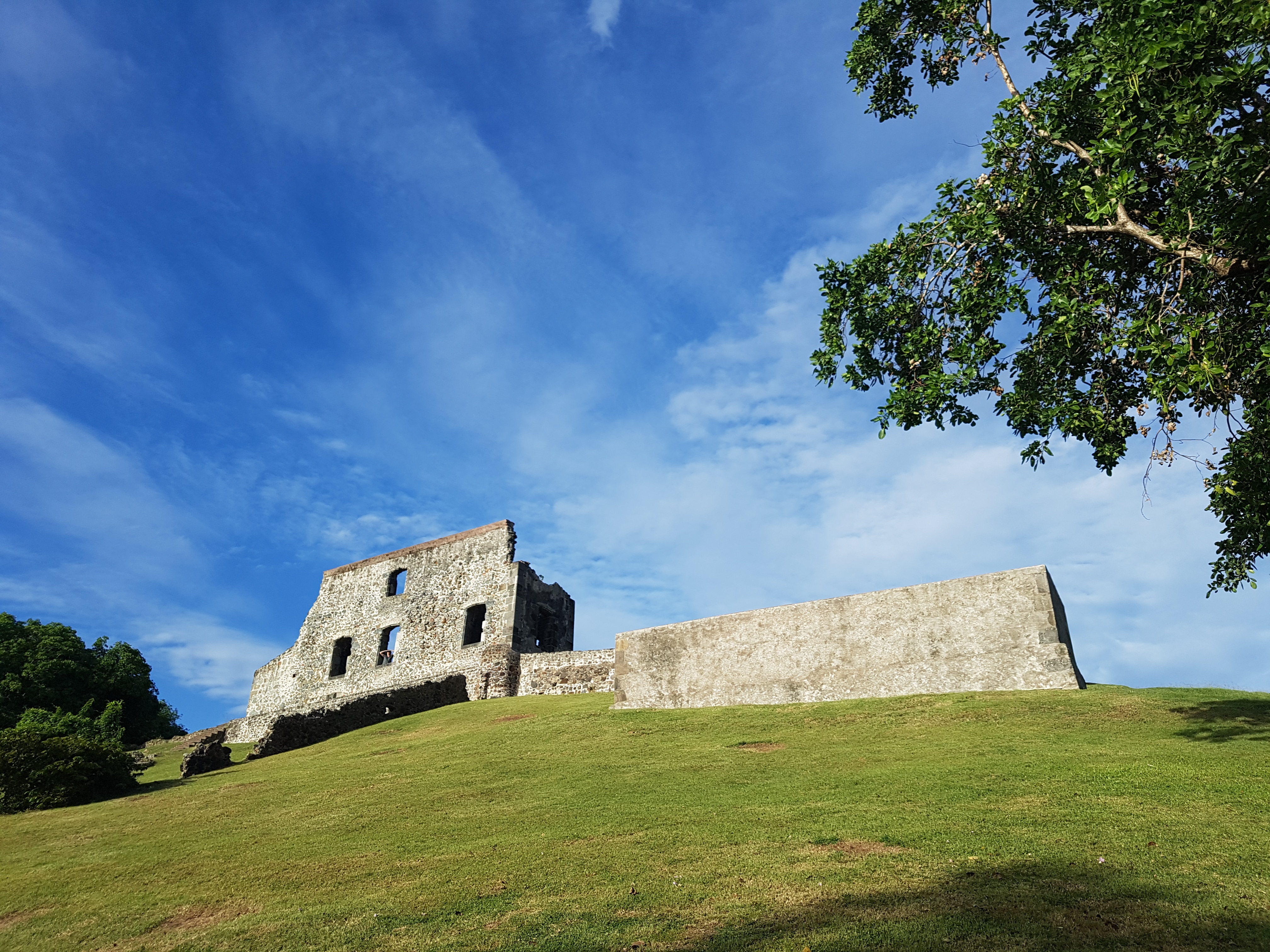
Maison du maître.
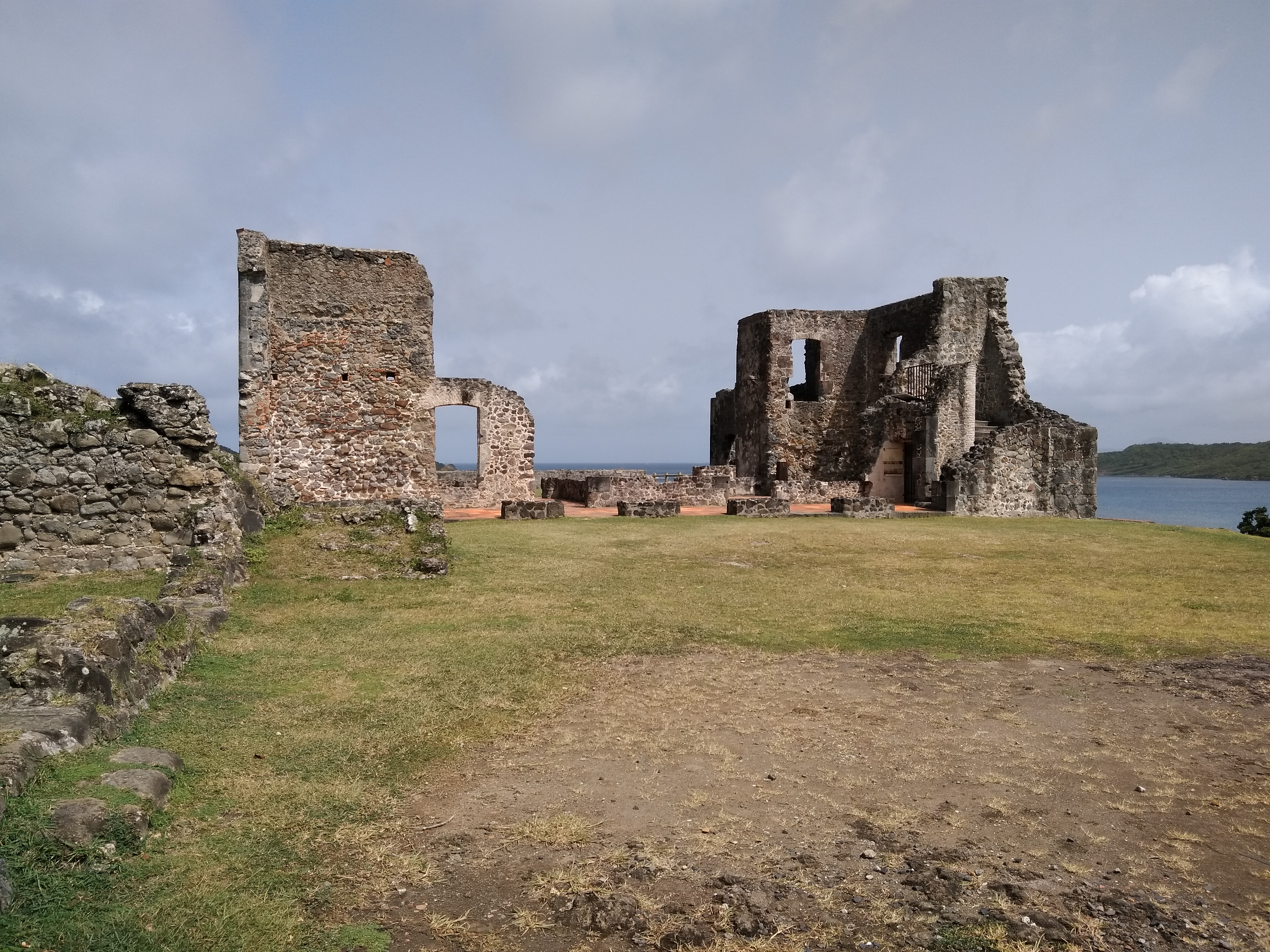
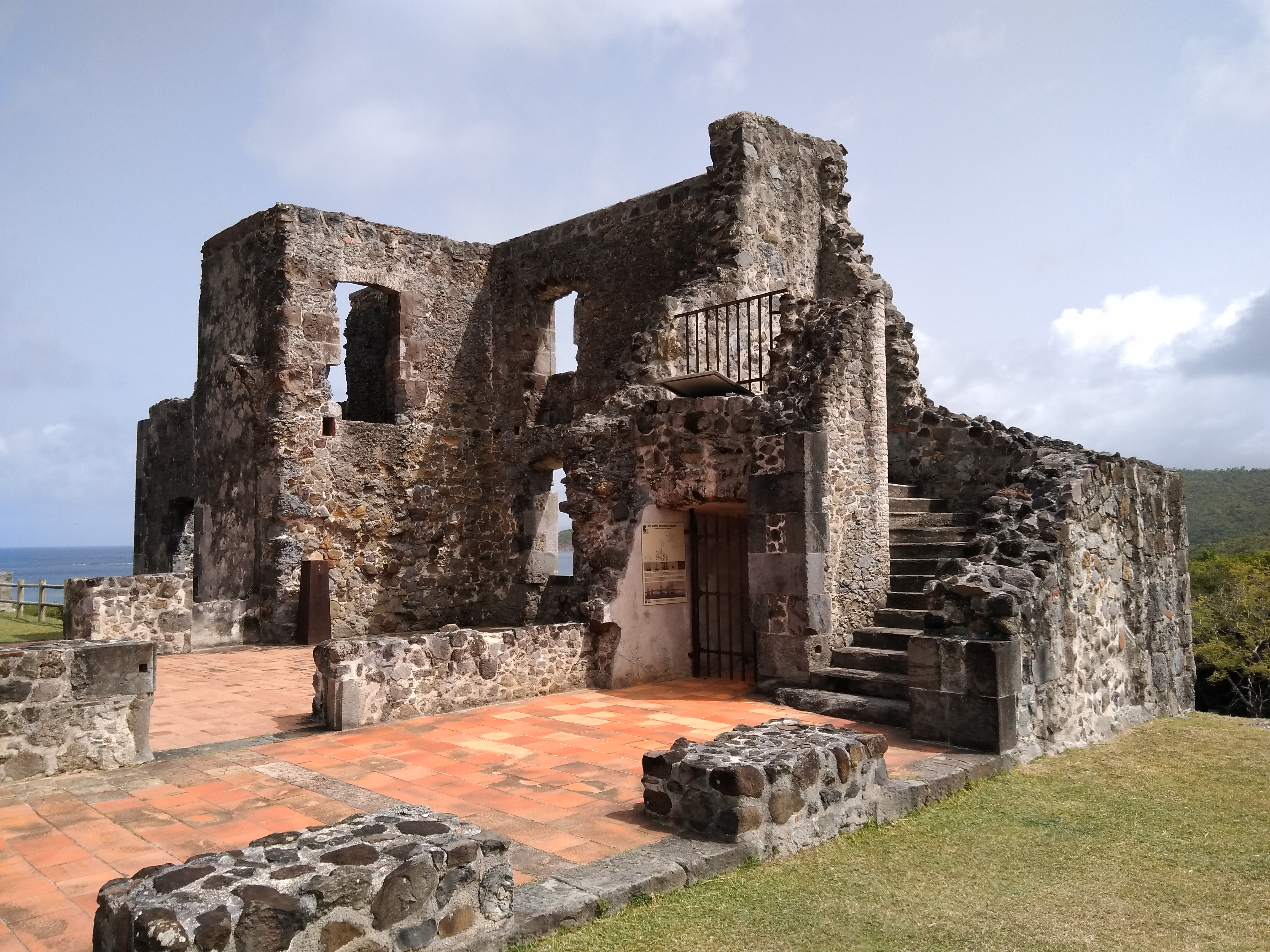
Maison du maître.
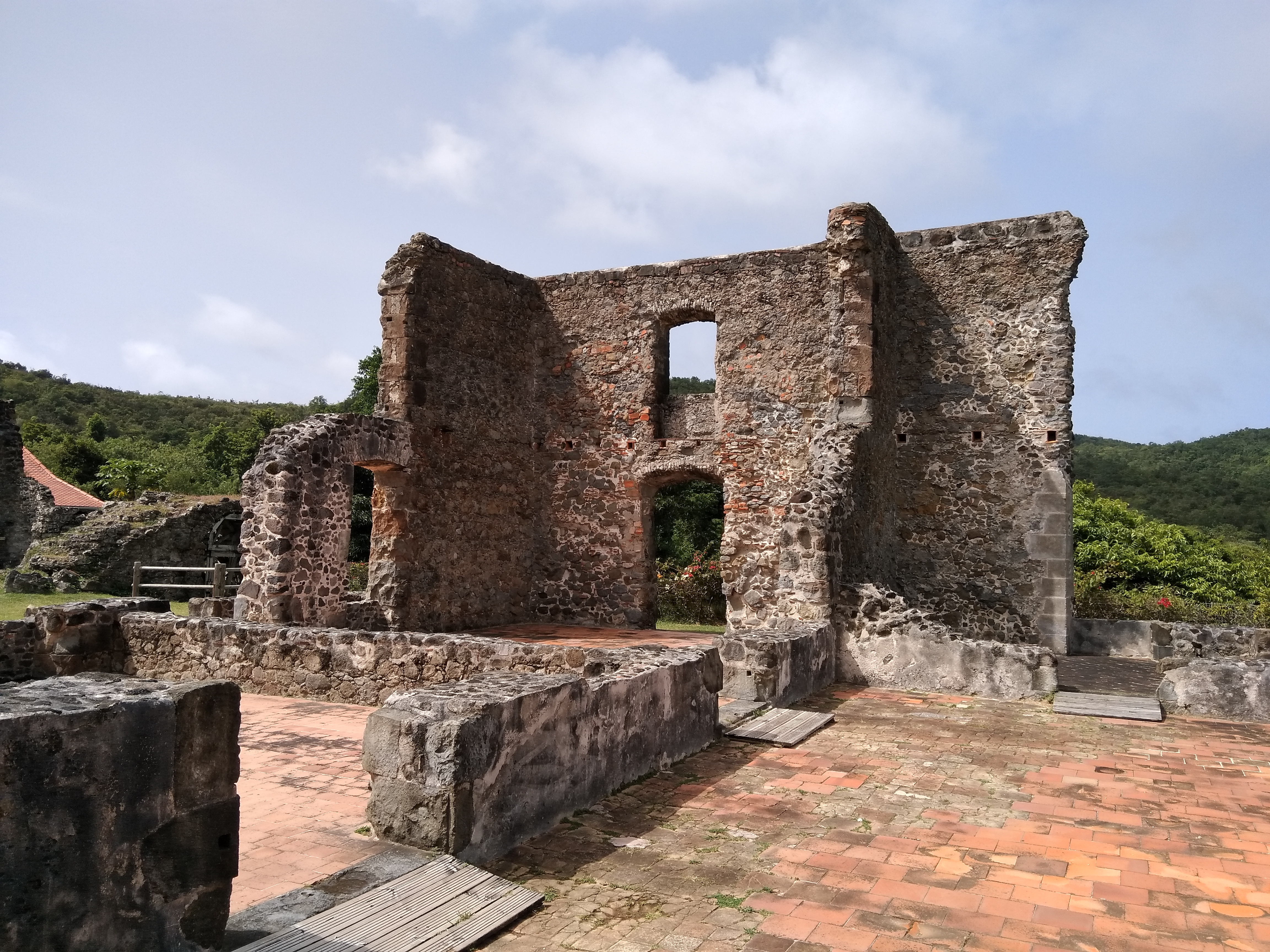
Maison du maître.
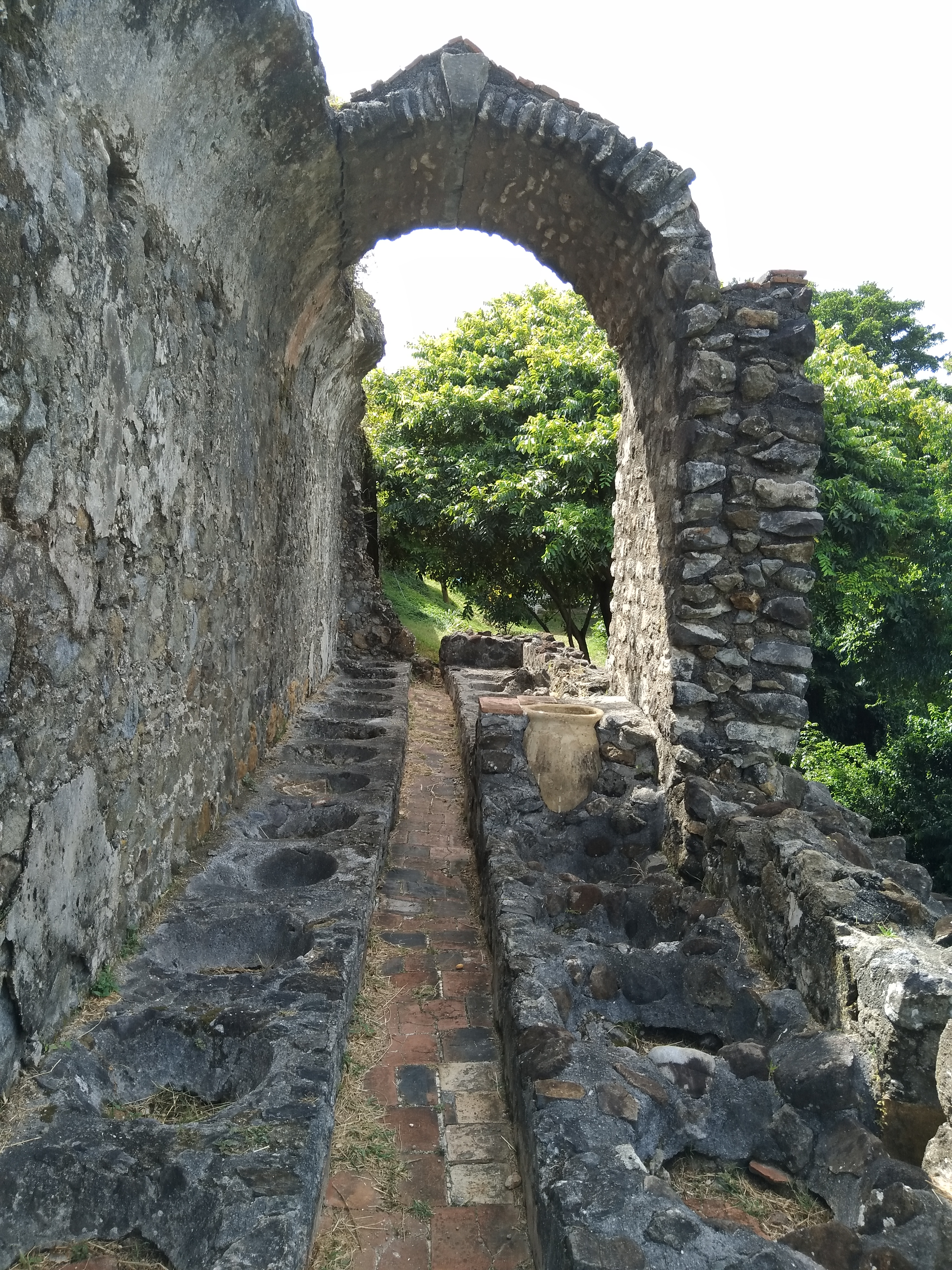
Réserves d'eau.
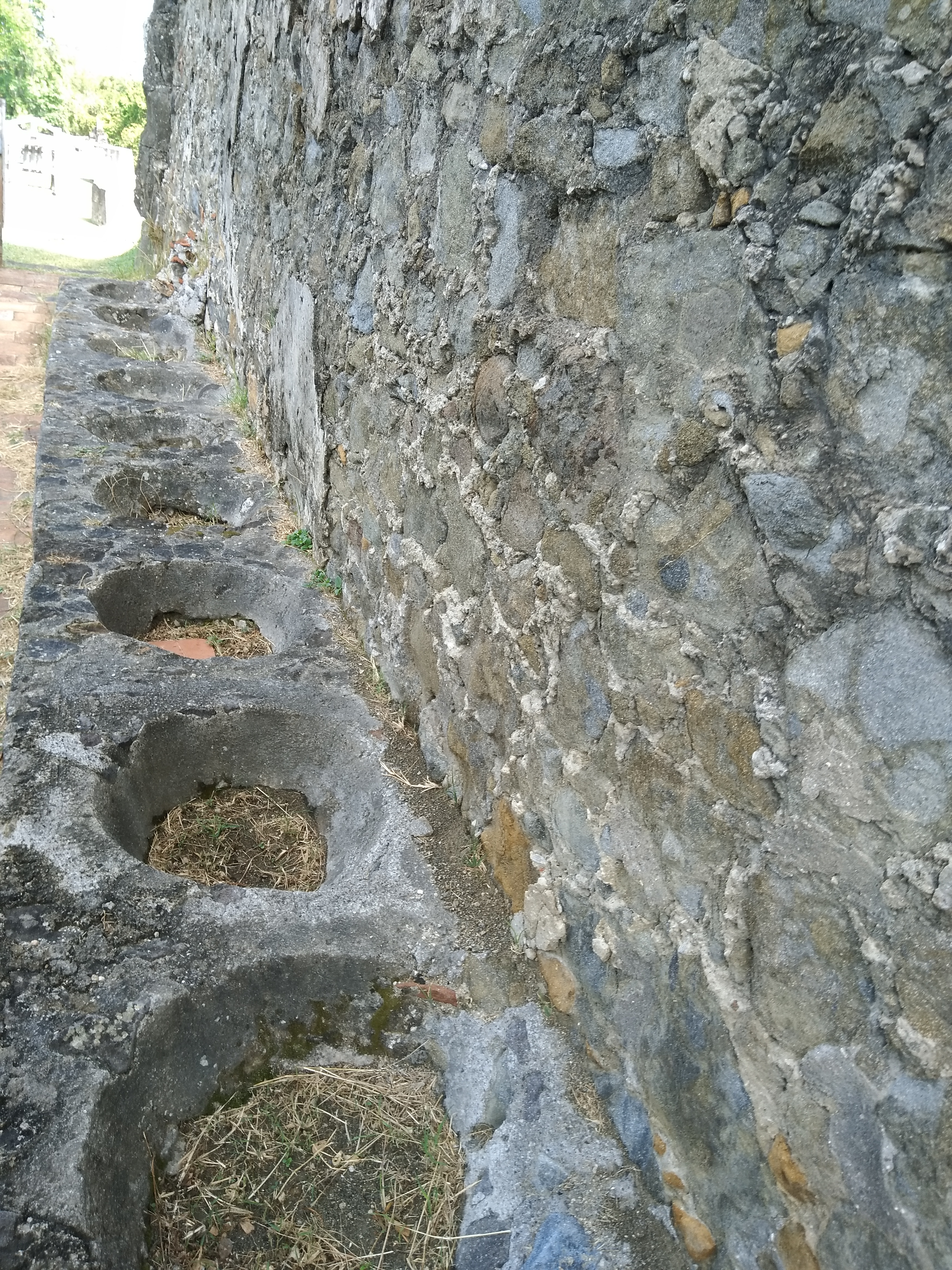
Emplacement des jarres d'eau.
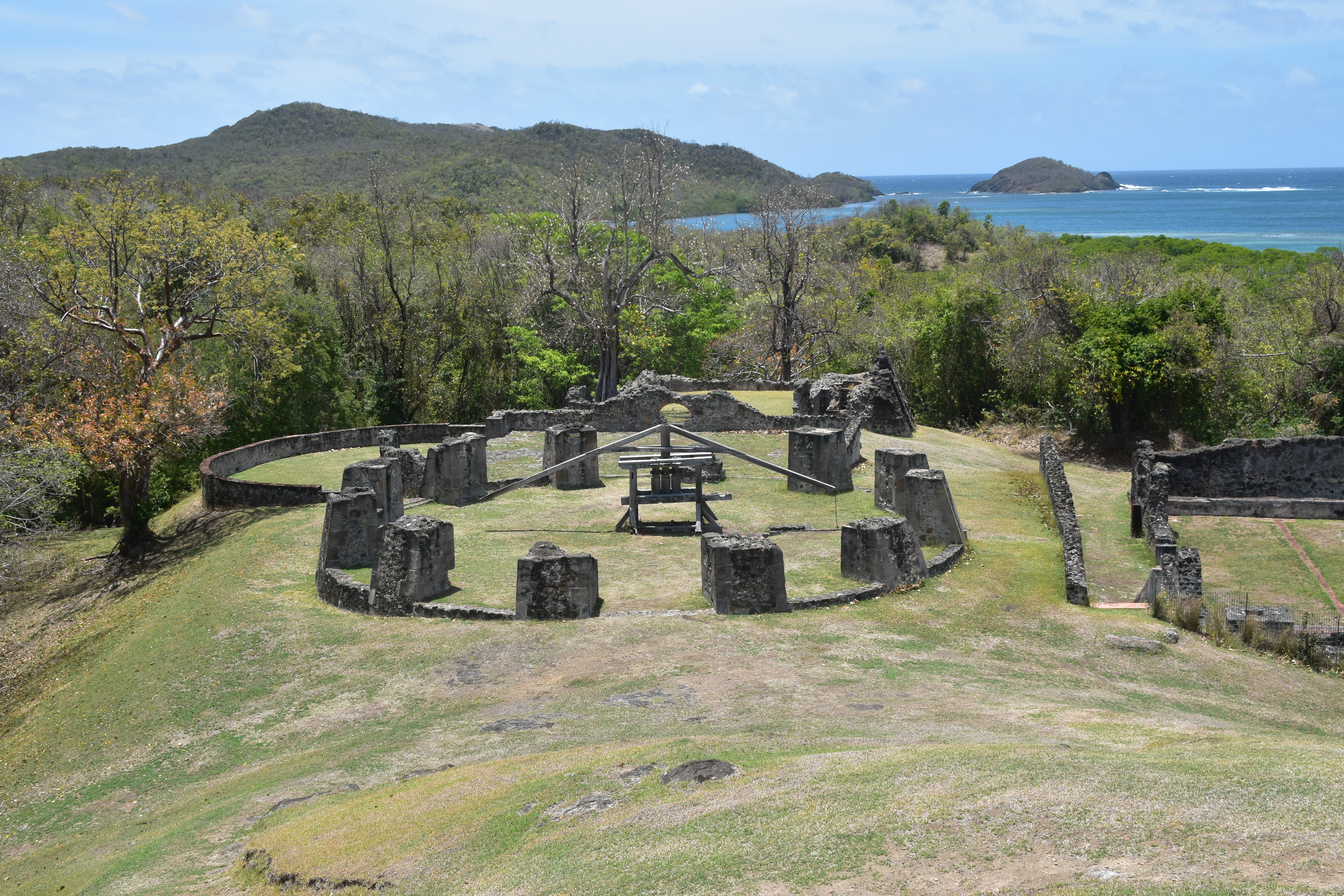
Machine à broyer la canne à sucre.
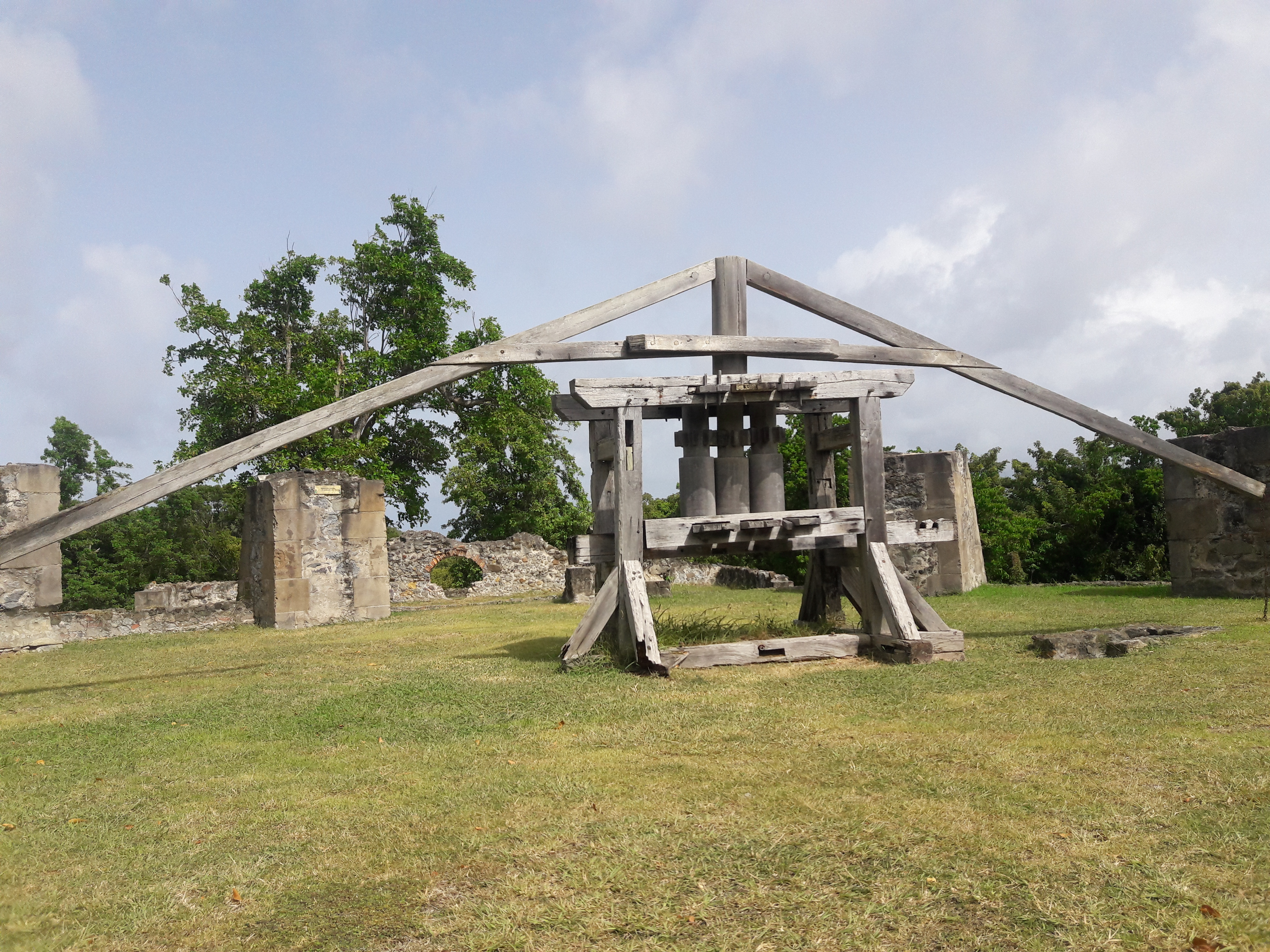
Machine à broyer la canne à sucre.
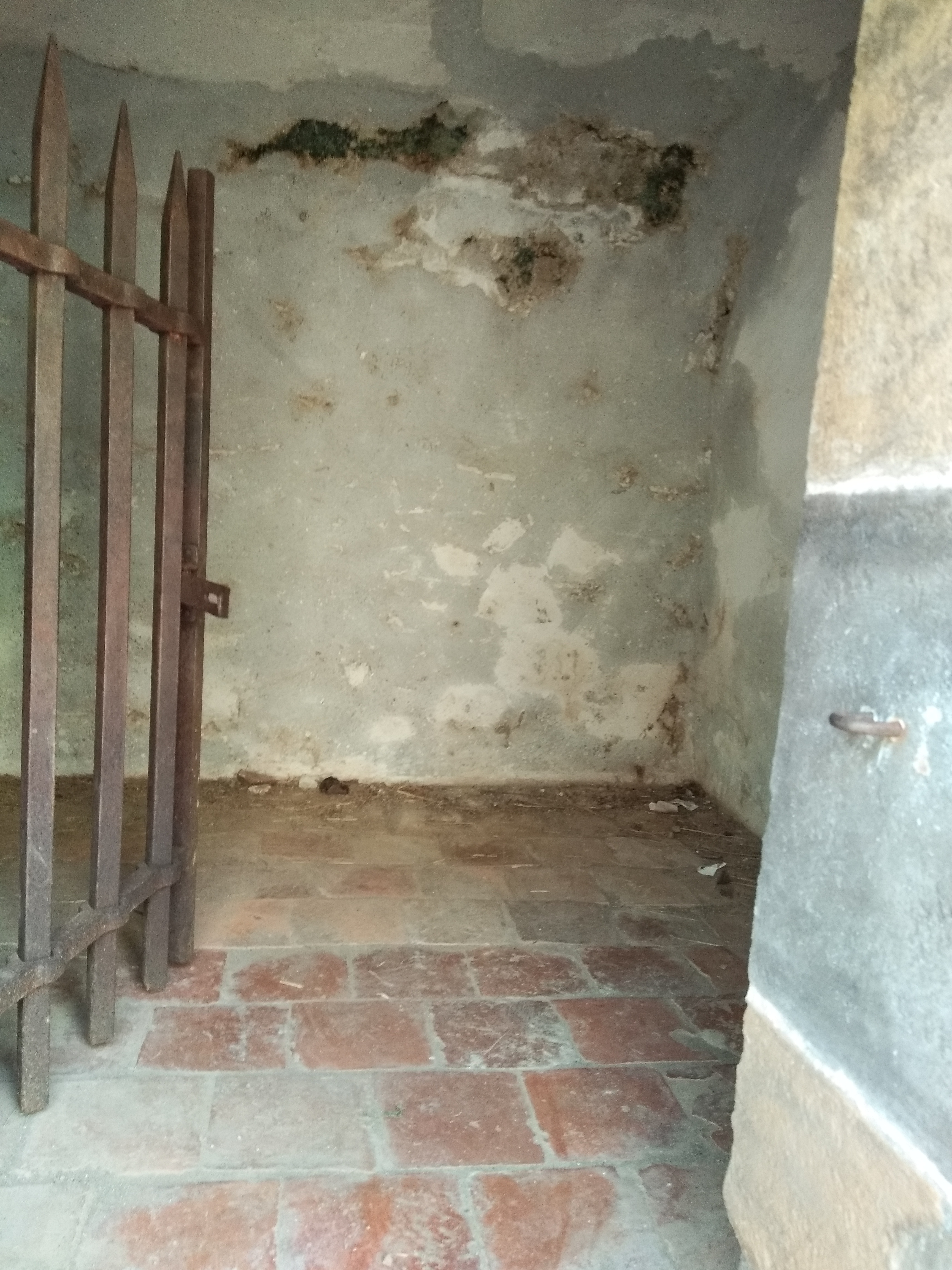
Local de stockage, ayant parfois servi de cachot à esclaves.
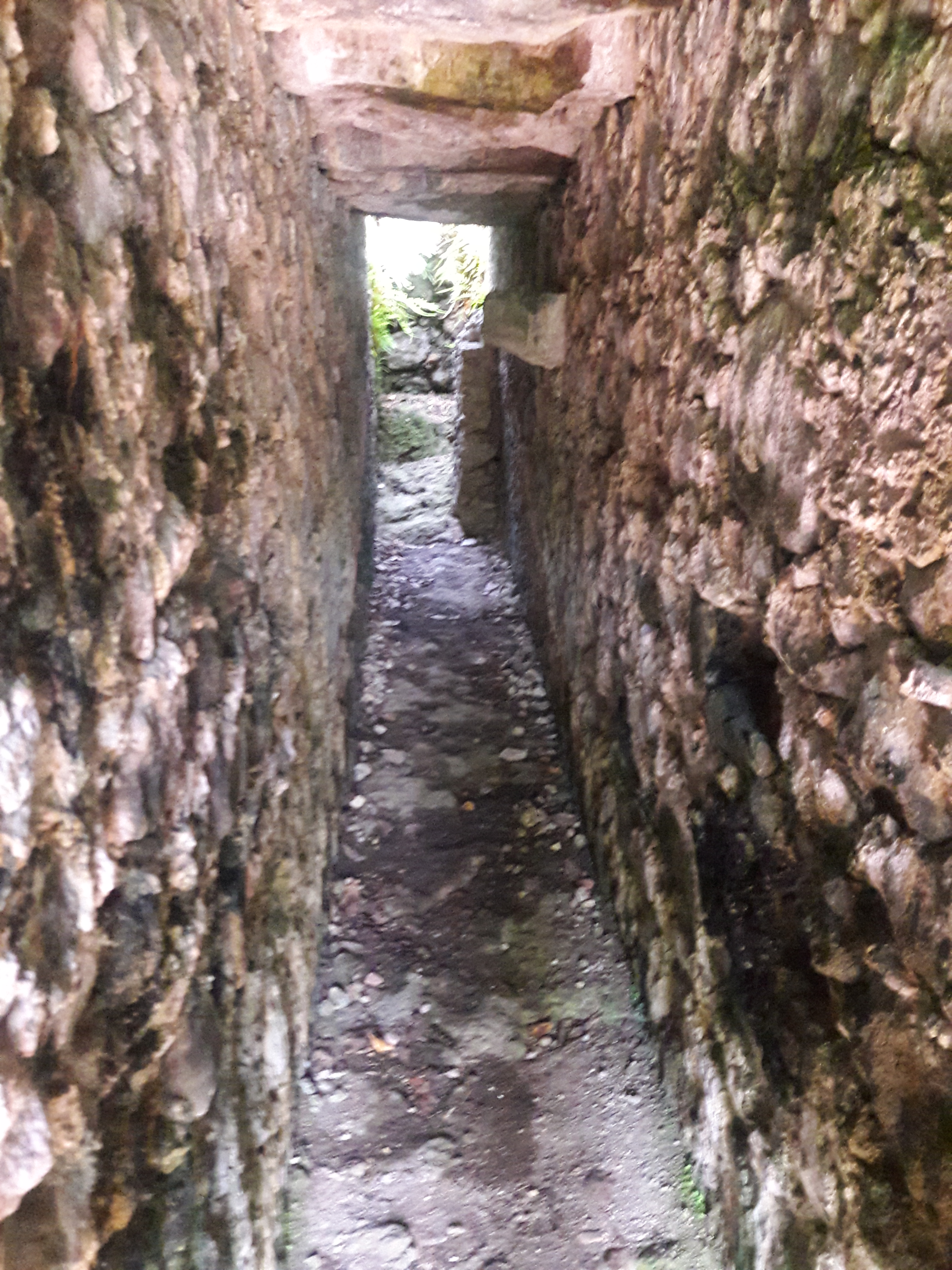
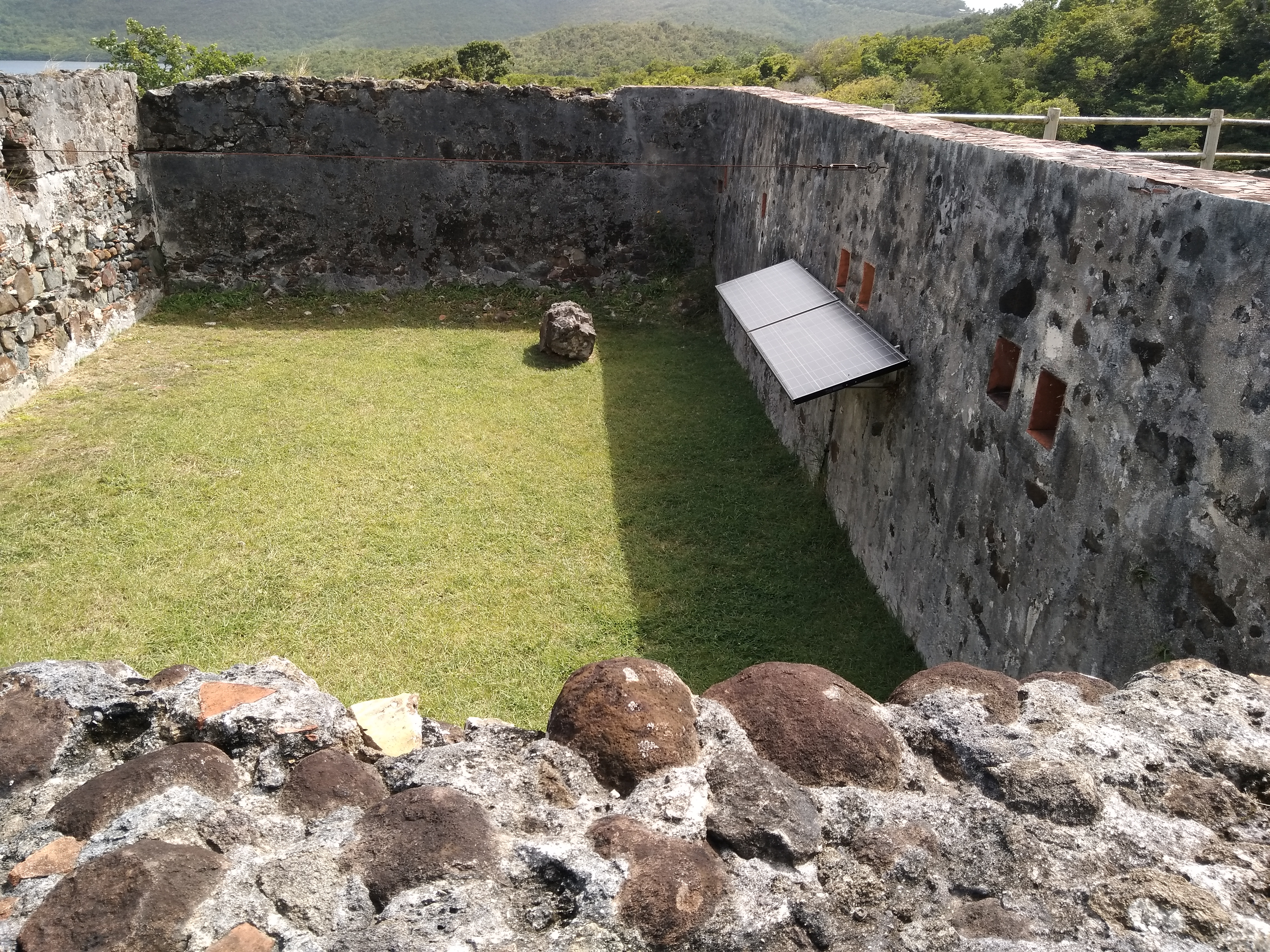